# Frequenamia elegantiae
Frequenamia elegantiae är en insektsart som beskrevs av Keti Maria Rocha Zanol 2003. Frequenamia elegantiae ingår i släktet Frequenamia och familjen dvärgstritar. Inga underarter finns listade i Catalogue of Life.